# 佐野文子
佐野 文子（さの ふみこ、1893年〈明治26年〉12月 - 1978年〈昭和53年〉9月16日）は、日本の社会運動家、社会事業家。北海道旭川市で明治時代から昭和時代にかけて活動した人物であり、日本キリスト教婦人矯風会（以下、矯風会と略）旭川支部における戦前の廃娼運動、戦中の内閣総理大臣・東條英機の秘書としての活動などの戦争協力、戦後の保護司としての刑余者の援助活動などで知られる。旧姓は水津（すいつ）。島根県那賀郡浜田町（後の浜田市）出身、島根県立高等女学校（後の島根県立浜田高等学校）卒業。

## 経歴

### 社会運動家となるまで
両親ともに熱心なキリスト教徒で、特に父親は弱者のために精力的に尽くす人物であった。そうした環境のもとで文子は、強い正義感と独立心を持つ女性として育った。しかし父はその性格が災いし、知人の借金の保証人となったことで破産。1909年（明治42年）に長女の嫁ぎ先を頼り、一家揃って北海道旭川市へ転居した。
旭川の地で文子は、上川尋常小学校（後の旭川市立日章小学校）の教員を経て、7歳上の牧場経営者の佐野啓次郎と知り合い、間もなく1912年（明治45年）に結婚。教職を辞して家庭に入り、新婚生活を営んだ。子供には恵まれず、夫の妹が幼い女児を遺して死去したことから、その女児を養女としてひきとった。
この頃より、弱者を労わらずにいられない父譲りの性格は現れており、防寒着なしで厳寒の冬を過ごす近隣の小学生たちのために、和裁の仕事で貯めた金を小学校に寄付するなどしていた。
1915年（大正4年）、夫婦ともに受洗してキリスト教徒となった。矯風会にも入会したものの（正式な入会時期は不明）、この時期には会員としての活動はほとんどなかった。
夫は広大な牧場の土地を持つ有能な実業家であった。しかし1921年（大正10年）、夫の知人が丹毒に罹患、友情に厚い夫が感染の危険も顧みずに知人を見舞ったことで、自身も丹毒に罹患し、同年に36歳で死去。結婚生活と実業家夫人としての生活は、10年にも満たずに終わった。

### 社会運動の開始
夫の死が人生の転機となり、佐野は積極的に矯風会の活動に取り組み始めた。1923年（大正12年）には、女性宣教師のアイダ・ゲップ・ピアソンの跡を継いで矯風会旭川支部の支部長となった。
折しも日本は大正デモクラシーの最中であり、女性の社会進出につれ、職業を持つ女性たちへの理解度がまだ少ない時代にあって、女性たちの悩みは深刻なものであった。また、1923年の関東大震災の後、多くの人々が生活の場を求めて北海道にやって来ていたことも、職業を持つ女性の増加、女性に関する問題の表面化の一因になっていた。矯風会は女性解放と職業を持つ女性の応援を設立趣旨の一つに掲げていたことから、託児所設立の活動が開始され、佐野はその先頭となって働いた。佐野らの熱心な活動が行政を動かした末、1924年（大正13年）、旭川愛児園が設立された。
佐野は愛児園の園長を自ら務め、1日4銭という当時としては奉仕的な保育料で子供を預かった。また「母の会」を結成することで、子供を持つ親同士の意見交換や講演会の場を設け、女性たちが安心して仕事に就けるよう支援を続けた。日本赤十字社北海道支部第7班救護看護婦の1人は、看護婦となる以前の1925年（大正14年）にこの愛児園に勤務しており、乳児から幼児まで50人近い子供が収容されていたことを後に証言している。
愛児園の設立翌年、佐野は病気のために園長を辞任した。後の1940年（昭和15年）には愛児園は矯風会のもとを離れ、社会福祉法人の旭川隣保会となって発展し、平成期にいたるまで保育所のための団体として機能している。

### 廃娼運動

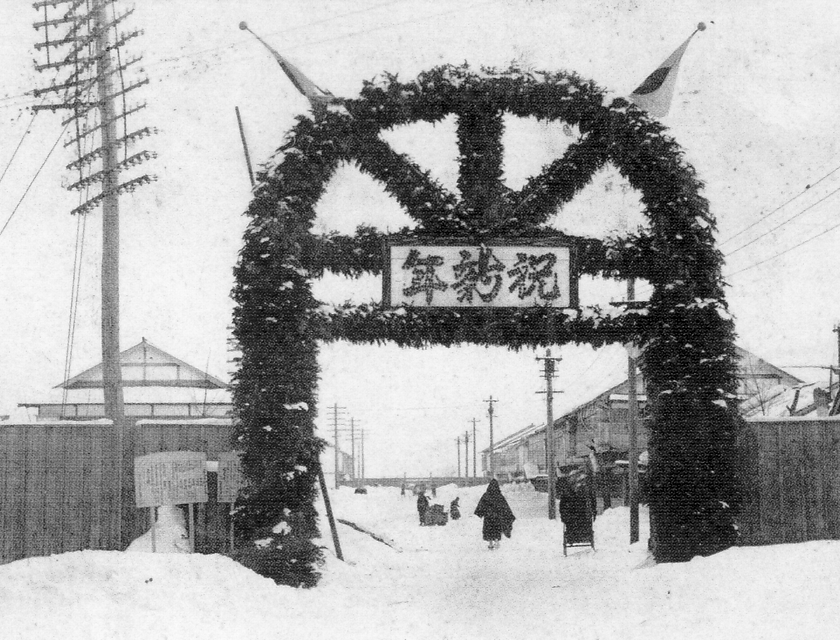
大正時代初期の中島遊郭の大門

旭川市では1896年（明治29年）に大日本帝国陸軍の第7師団が設置されたことから、翌1897年（明治30年）には遊廓が誕生し、多いときには20軒以上の遊廓で約100名もの女性たちが娼妓として働いていた。佐野は遊廓のことを女性たちを苦しめる存在として、少女時代より心を痛めていた。
当時の日本では、明治10年代頃より矯風会や救世軍を中心として、廃娼運動が全国的に活発になっていた。矯風会は廃娼運動を重要な目的に掲げていたが、中でも旭川支部は、先代支部長であるピアソン夫人を中心として廃娼運動を強く推進していた実績があり、北海道内各地の各支部の中でも特に同運動に積極的であった。
佐野もまたピアソン夫人の後任者として廃娼運動に情熱をかけ、後に矯風会会長となる久布白落実らとともに演壇に立ち、熱演で多くの聴衆を引きつけた。当時は佐野の名前は、講演者としてしばしば新聞に掲載され、旭川市民の会話に上ることも多く、小学生ですら名前を知っているほどだった。
さらに佐野は大正末期頃より、危険を顧みずに単身で遊廓に乗り込み、廃娼を訴えるビラをまいたり、「廃業は自由です。廃業したい人は、今すぐ矯風会の私のところに来てください。必ず助けてあげます」と自筆で1枚1枚書いた趣意書を密かに娼妓たちに渡して廃業を勧めるなどの活動も行なった。廃業を望む娼妓たちが次々に佐野のもとを訪れると、佐野は彼女らを自宅に匿ったり、仕事を捜したり、病気の娼妓を入院させたり、変装させて東京の娼妓救済所である慈愛館に送ったりと、廃業から自立までの援助を行なった。それらの費用は、ほとんど自費で賄っていた。講演会の最中に娼妓が救いを求めて来たので、その場にいた救世軍士官とすぐさま打合せ、変装させ、士官とともに夫婦に見せかけて本州へ逃亡させたこともあった。
こうした佐野の活動は直接的であったために、遊廓の経営者たちからは敵視され、しばしば危険な目に遭った。当時は娼妓たちが自由廃業を認められていたはずだが、それを理解していない娼妓も多く、公娼制度において遊廓の営業が公的に認められている当時においては、廃娼運動を展開する佐野たちのほうが悪者と見なされていた。
佐野が道を歩いていると、後を付け狙われることもあった。遊廓の手の者が、逃げた娼妓を追って留守中の佐野宅に上がり込んでおり、佐野が帰宅すると床に出刃包丁が突き刺さっていることもあった。遊廓に潜り込んだときに石を投げつけられることも頻繁にあり、旭橋の下で縛り上げられたり、首を絞め上げられることもあった。
ある娼妓を連れて列車での逃亡中には、車内に追っ手がいると気づき、駅で降りてもなお追われる恐れがあることから、列車のスピードが緩んだときを見計らって、運を天に任せて娼妓とともに列車から飛び降りた。幸いにも地面に草が茂っていたために奇跡的に事なきを得て、神に感謝を述べ、野宿で一夜を過ごした後に次の駅まで歩き、無事に娼妓を逃がすことができた。
あるときの講演会では壇上での熱弁中、客席に潜んでいた遊廓の妓夫が演壇に駆け上り、佐野に刀で斬りつけ、警官に取り押さえられた。襲われた佐野は一度は壇上に倒れたものの、一時的に気絶していたにすぎなかったか、または気絶のふりをして倒れていただけなのか、立ち上がって再び演説の続きを始めたという。この噂はたちまち、旭川中に広がった。
またあるときは外出中、以前から佐野の行動を敵視していた遊廓の刺客たちに取り囲まれ、刃を突きつけられて「廃娼運動をやめなければ生かしてはおかない」と脅された。このとき佐野はまったく動じなかったといい、その顛末には諸説がある。
- 佐野は「運動は止められません。私は死ぬことを恐れません。殺したければ殺しなさい。ただ死ぬ前に、神様に祈りを捧げたいので、ほんの少し時間をください[注 2]」と言い、熱心に神に祈り続けたところ、通りかかった兵隊が祈りの声を聞きつけたことで難を逃れた[24][13]。
- 佐野は相手に「殺すならば殺しなさい! 私もこういう活動をしている以上、いつでも死は覚悟しています![注 3]」と言い切って跪き、「神様、どうかこの気の毒な人たちに、自分の罪を自覚させ、悔い改めるようお導き下さい。この人たちは、自分の仕事がどれほど罪なことであるか、気づいていないのです[注 3]」と涙ながらに祈り続けたところ、相手は祈り続ける佐野に手を出せずに引き下がった[30]
- 同様に「神様、私は今この人に殺されようとしています。殺されることはさしつかえありませんが、気の毒な抱え主やこの牛太郎さんなどは、自分の仕事がどれだけ罪なことであるかを知らず、気の毒な女性を身を売ってそれが職業であるわりよいことであるように思っています。自分の罪を罪と知らないで本当にお気の毒にたえません。どうぞ神様、この人々に自分の罪を自覚させて悔い改めるようにお導きください[注 4]」と涙ながらに祈り続けた。相手はその祈りの言葉に心を打たれて聞き入っていたところ、通行人が近づいてきて事情を尋ねたため、刺客の者は捨て台詞を吐いて立ち去った[28]。

佐野には矯風会の会員、教会、救世軍と多くの協力者がいたほか、その命がけの行動が多くの人々の心を動かしたことで、一般市民の中からも運動の支援を申し出る者が現れ始めていた。一例として戦後に北海道上川支庁の母子相談員を務めた今村美代子は、7歳であった当時に母が佐野と親交があり、矯風会員でなくキリスト教徒でないにもかかわらず、佐野が娼妓を救って今村家へ連れて来た経験を持つ。
1929年（昭和4年）には、矯風会旭川支部は廃娼運動のための団体である北海道廃娼連盟に加入し、佐野はその支部長に就任した。その後も佐野の名と廃娼運動、矯風会の3つは結びついたものとして旭川市内の年配者に語り継がれ、市史や小史に書き残されることとなった。
しかし1931年（昭和6年）頃より北海道・東北地方一帯が凶作に見舞われて以降、貧困に喘ぐ家にとっては、若い娘たちが娼妓や芸妓となることが、家族を救う手段となっていた。佐野は後に凶作の影響について、この時期のほとんどの娼妓は実家が畑や馬を買うために遊廓に入ったと述べており、「馬が八円位……娘一人の値段が安いので六円……十三円位がいい方……人間が馬や畑や山にかわってしまっている」と語っている。さらに満州事変から太平洋戦争へと続く戦時下において、兵士の性を慰める存在として慰安婦が登場した。このような時代では娼妓・芸妓の存在が肯定される風潮であったため、廃娼運動は全国的に縮小傾向となった。佐野も例外ではなく、旭川に第7師団があったこともあり、その活動は廃娼運動から次第に戦争協力へと傾いて行った。佐野に救われた娼妓たちは、前述の列車で逃亡した娼妓が青森県で実業家のもとに嫁いだことを始め、後に美容師、店舗経営者、弁護士夫人などになった女性たちも多いものの、結局、佐野や協力者たちの運動は、世論を動かし、後に続く強力な運動体となるまでには至らなかった。

### 戦中の戦争協力などの活動

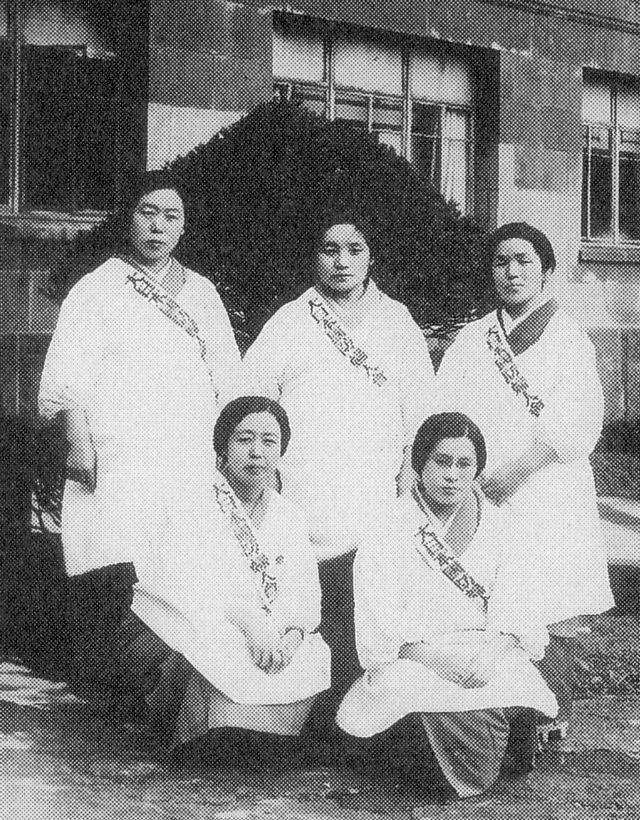
1941年（昭和16年）、登別の療養所への慰問。前列左が佐野文子。

時代が戦中に突入すると、佐野の活動は国防婦人会へと移った。1933年（昭和8年）には旭川国防婦人会の設立に尽力し、その副理事長に就任した。国防婦人会設立は北海道内では初、道庁所在地である札幌市に先駆けてのことであり、全国的に見ても大阪市に次いで2番目である。国防婦人会において強い指導力と行動力で頭角を現した佐野は、設立から5年後の1938年（昭和13年）には支部長に就任し、この年には会員数は1万人以上に達した。戦争が激しさを増す中、佐野は支部長として指導力を発揮し、軍との協力体制を強めつつ、多数の会員たちをまとめた。
これ以降の佐野は徐々に矯風会の活動から離れ、国防婦人会の活動に打ち込み、慰問袋の製作、出征兵士の送迎、兵士を送り出して留守となった家族の相談相手、国防訓練、傷病兵の慰問、戦死者たちの遺骨の出迎え、その遺族の慰問などに明け暮れた。後の養女の証言によれば、佐野はこうした活動のためにほとんど自宅におらず、泊まり込むことも頻繁にあったという。さらに佐野の活動は日本国内に留まらず、1940年（昭和15年）には北海道および樺太の国防婦人会会員約60万人の代表として満州の国防婦人会から招待され、同地を親善のために訪問した。同年にはノモンハンの激戦地で、兵士たちの慰問と戦死者の慰霊を行なった。佐野のこの活躍により、旭川国防婦人会は日本全国に知られるようになった。
その一方では、学資や生活に苦しむ学生たちに対し、私財を投げ打って援助を行なった。1930年（昭和5年）の雑誌『婦人新報』には、佐野が学生に援助を行なっていたらしい記述があるため、佐野のこの活動はそれ以前から行なっていたものと見られている。旭川市内では佐野の活動がよく知られており、苦学する学生側に対して学校側が佐野に相談するよう勧めることが多く、そうした学生たちに佐野は無条件で援助を行なっていた。そのため、亡き夫は後の生活が心配ないほどの豊かな財産を遺していたにもかかわらず、そのほとんどをこの時期に使い果たしてしまった。
佐野に援助を受けた著名人の1人に、第10代NHK会長の前田義徳がいる。前田は小学生時代神童と呼ばれるほど明晰な頭脳の持ち主であったが、家庭の経済的な事情により上級学校への進学が困難であった。中学生時代の前田に出会った佐野は、事情を知って彼の援助に乗り出し、後の海外留学までの学資を援助し続けたのである。
1935年（昭和10年）には旭川市の功労者として藍綬褒章、翌1936年（昭和11年）には紺綬褒章を受章した。

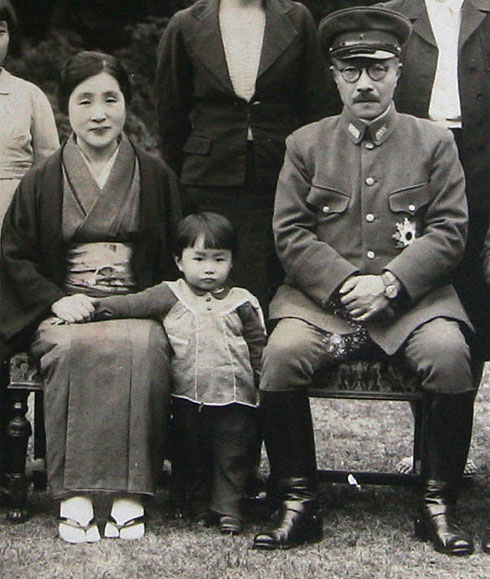
1941年当時の東條家。右、東條英機。左、妻のかつ子、中央は孫の由布子。

1941年（昭和16年）には、当時の内閣総理大臣である東條英機の私設秘書に任命された。はっきりとした経緯は確認されていないが、東條の妻の東條かつ子が内閣総理大臣夫人として会合などで家を空けることが多く、東條は以前から妻に替って家を任せられる人材を求めていた。そんな折、東條が旭川を訪れた際に佐野を知り、その指導者としての才能や性格、さらに佐野の養女がすでに結婚していたことで佐野が容易に東條家に住み込みできることから、秘書に任命されたものと見られている。
戦中の軍の命令は絶対ということもあり、佐野は東京都世田谷区用賀の東條家に住み込み、秘書兼家庭教師として東條かつ子、その子供たち、孫たちとともに生活し、かつ子の手紙の代筆、子供の世話や教育、かつ子の相談相手など、様々な仕事をこなし、東條からも「佐野先生」と呼ばれた。この佐野の東條家での生活は、戦中当時の窮屈な生活の中、ほがらかな話題を人々に振りまいた。ただし首相の家とはいえ、国策に沿って食事は麦の混じった玄米であるなど、住居も生活も非常に質素だった。
東條家での生活は1944年（昭和19年）までの短期間であり、秘書の仕事を終えた佐野は旭川へ帰郷したが、その後も佐野は東條家と親交を続け、子供たちの成長を我が子のように喜んだ。戦後には東條はA級戦犯として死刑を言い渡されたが、佐野は東條から、責任がなく自由に発言できるようにという配慮により正式な秘書とはされていなかったため、何ら罰を受けることはなかった。その後も佐野は東條家の依頼により、かつ子の着物を売るなどして、残された東條家の家族を必死に守り抜き、食料の確保や家族の生命の安全に奔走した。人目を避けて暮すかつ子を、旭川へ招いてお忍びの旅行を楽しませたこともあった。
戦前には天皇の神格化を否定するキリスト教徒として、矯風会の活動や廃娼運動に精力的に取り組んでいた佐野が、戦中には戦争協力に傾いて愛国者ともいえる活動を行なったことは、佐野の生き方にとっては大きな転換といえる。これについては時代の流れの必然との声のほか、遠い戦地へ旅立つ兵士の見送り、遺族の慰問などといった戦中の活動は、戦前の社会運動と同様、苦しんでいる者を労わらずにいられない佐野の優しさから現れた行動に変わりないと見る向きもある。

### 戦後の奉仕活動
戦後、北海道富良野町（後の富良野市）の名取マサにより、戦災孤児を日本の女性たちが救うべきとの投稿が新聞紙上に掲載された。佐野はこれに強く共感し、北海道美深町の松浦カツら、北海道内で婦人団体のリーダーとして活躍していた女性たちに呼びかけ、戦災孤児救済のための団体として、北海道婦人共立愛子会を設立した。この愛子会による公的機関への陳情、募金活動の末、富良野町に養育施設「国の子寮」が設立された。一方では私生活は決して楽ではないながらも、その中から私財を投げ打ち、苦学生に奨学金を送り続けた。
また、戦後には女性たちの社会進出が強く叫ばれていたこともあって、佐野は戦前の実績と知名度により、1947年（昭和22年）に旭川婦人会の会長となった。1954年（昭和29年）には、旭川市内の地域婦人団体結成の促進と各婦人団体間の連携のために作られた団体である婦人団体連絡協議会の会長となり、佐野の同会での働きによって1959年（昭和34年）には旭川市内に約30の婦人団体が誕生した。
1952年（昭和27年）には、戦争未亡人・戦災孤児をはじめとする生活苦の母子家庭への対策として母子相談員制度が制定され、各地に母子相談員が置かれるようになり、佐野は翌1953年（昭和28年）に北海道知事により旭川市の初代の母子相談員に任命された。この職務において佐野は、生活相談、仕事の斡旋といった具体的な相談事は手際よく解決していた。一方で子供の教育、人間関係、職場、セクハラなどの様々な悩み事への対応も必要であった。しかし、当時はまだそれらへの解決法が確立されておらず、相談員は悩みを聞いて励ますしかない時代であり、佐野はそのようなカウンセラーのような仕事は不得手としていた。役所機構とも馬が合わなかったこともあり、3年後に相談員を辞した。売春防止法成立翌年の1957年（昭和32年）には女性たちの保護・更生のための婦人相談員に任命されたが、これも翌年に辞任した。
戦後の復興とともに青少年の非行化が問題となっていた矢先、佐野は大阪市の「みおつくしの鐘」の存在を知った。これは少年の非行防止のため、夜遅くまで歓楽街で遊ぶ少年たちに優しい鐘の音を聞かせ、親の待つ家庭を思い起こさせることを目的に設置されたものである。佐野はこれに強く共感し、旭川にも同様のものを設置すべく、旭川市内の婦人団体に呼び掛けた。これにより「母の鐘」設立期成会が結成され、一般市民からも大きな協力が得られ、寄付により目標額を上回る約90万円が集められた。この寄付をもとに「母の鐘」が完成し、1956年（昭和31年）の母の日である5月12日、初めて鐘の音が響いた。この成功には、NHK旭川放送局の局員の協力や、一般公募で選ばれた「母の鐘」の歌がこれを盛り上げるなど、旭川全市をあげての協力が大きかった。また、この鐘の成功が北海道内各地を刺激したことで、全道40か所に同様の趣旨の鐘が次々に設置されることになった。
1956年（昭和31年）には、佐野は保護司に任命された。この保護司の職務、特に刑余者の援助活動は、佐野が戦後の社会運動の中で最も力を入れたものである。佐野は刑務所の特殊面接員を担当しているうちに、犯罪や非行に陥った人々が不幸な境遇のために更生の困難なことを知り、そうした人々を母親としての愛情で救おうと考え、婦人保護司、保護司婦人、元国防婦人会会員、元愛国婦人会会員らに呼びかけ、1957年（昭和32年）、旭川更生婦人会を結成。刑務所の出所者たちに布団や衣類を送り、1人1人面接して事情を聞き、旅費のない者、病気で静養の必要な者には金銭的援助をするなど、個々の事情に応じた細かな対応を心掛けた。この旭川更生婦人会は初めこそ会費100円、会員約200名であったが、佐野の強い呼び掛けにより会員は増え続け、1966年（昭和41年）には会員約4000人にのぼる大団体となった。
このほかにも多数の公職、団体の理事、会長などを歴任した。後の文献で確認できる主なものだけでも、司法保護委員、刑務所篤志面接員、社会福祉協議会婦人部長、家事調停委員、更生保護婦人会長、青少年問題協議会委員、社会教育委員、日本放送協会北海道地方放送番組審議会委員など30以上にのぼり、その大半は社会福祉関係の奉仕的活動である。佐野はこうした数々の職務に推されることを拒まず、むしろ望んでおり、周囲もそうした佐野に頼っていた。
戦後の佐野の活動は、戦前を上回る目覚ましいものであった。出身地から離れた町で暮らしている上、すでに養女も結婚しており、身内のほとんどいない土地で親族のしがらみや家庭の束縛から解放されていることで、佐野は思うがままに生きることができたとも考えられている。戦中同様に戦後の活動は矯風会から離れたものであったが、弱者に目を向けた活動は戦前同様であった。
こうした業績により昭和20年代から昭和40年代にかけ、1957年の法務大臣表彰や1966年の厚生大臣感謝状を含め、多くの団体や公的機関から表彰を受けた。その大半は、刑余者の更生保護に尽くしたことによるものである。1965年（昭和40年）には社会福祉に対する奉仕と実績を認められ、勲五等宝冠章を受章した。

### 晩年

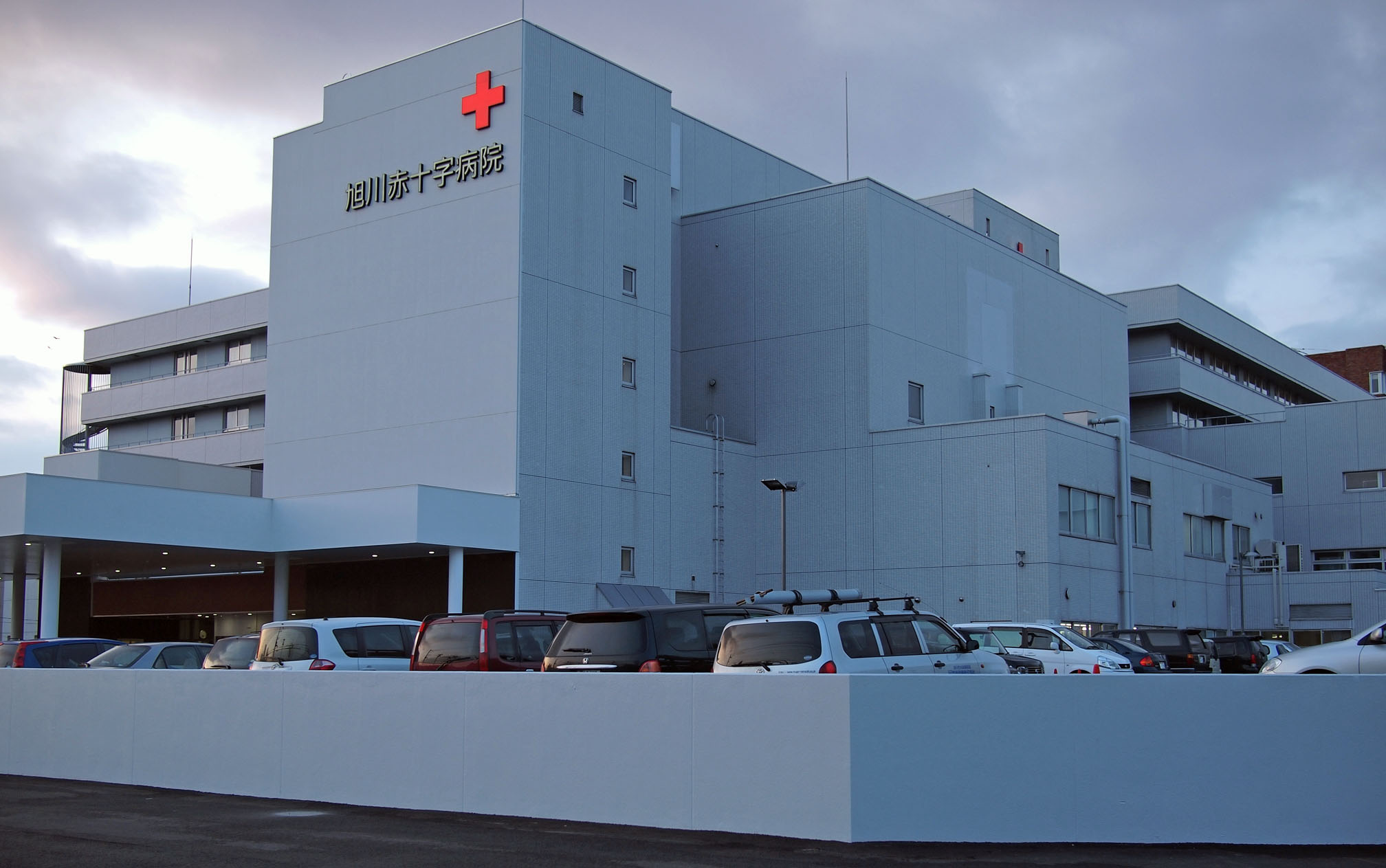
旭川赤十字病院

76歳のとき、白内障で入院。この後は徐々に心を病み始めた。行方が分からなくなったかと思えば、姿を現したときには「駅で兵隊さんを見送っていた」と、あたかも戦中のように誇らしげに答えたこともあった。やがてアルツハイマー型認知症と診断され、旭川赤十字病院精神科に入院した。
病床での様子は、それまでの女傑ぶりとは別人のようだった。前述の今村美代子は「幼女のように無邪気に、苦を感じることもなく病院のベッドの上で数年を過したのは、神様がこの世の激しい戦いから開放し最後の休養を与えて下さったのか」と語っている。
薬局経営者のもとへ嫁いでいた養女が1978年9月に見舞った際には回復の兆しも見られたものの、それから約1週間後、養女に看取られつつ死去した。没年齢84歳。夫との死別後は多くの再婚話があったものの、亡き夫への愛を貫き続け、未亡人のまま生涯を終えた。葬儀は旭川市社会福祉協議会葬として行われ、多くの人々が参列した。

## 没後
2018年（平成30年）には、旭川市内の文化・経済関係者ら市民有志により、大正から昭和初期の旭川を舞台に、佐野文子・小熊秀雄・齋藤史ら旭川ゆかりの文化人と若者たちとの交流を描く市民劇『旭川青春グラフィティ ザ・ゴールデンエイジ』が企画された。旭川で1990年（平成2年）以来、30年以上を経ての市民劇の開催である。旭川村開村から130年の節目である2020年（令和3年）の上演を目指し、2019年12月（令和元年）にはプレ公演が開催されたものの、新型コロナウイルス拡大の影響により、開催延期を余儀なくされた。一時は舞台稽古すらまったく不可能な状態に追い込まれたが、開催内容を変更し、感染予防など対策も実施した末に、2021年（令和3年）3月に上演され、大きな反響を呼んだ。

## 評価
北海タイムス社による人物伝『旭川九十年の百人』では、「九十年におよぶ長い市史に登場する女性活動家のなかで、この一生を最も美しく、そしてだれよりも人間らしく生き抜いたのは、廃娼運動に、受刑者の更生保護に、持ちうる限りの全エネルギーを注いだ佐野文子をおいて、他にはいないだろう」と評価されている。北海道の郷土史家である村上久吉は、「旭川三十万の市民にもっとも親しまれ尊敬され、ある意味では全道的であり、全国的ともいえる名高い婦人」と評価している。旭川市社会福祉協議会の常務理事である天野裕次は、男性社会が根強い中で、佐野は女性の社会参加が必須であると考えたと指摘しており、「ジャンヌ・ダルクのようにいばらの道を歩み、女性が地域の中核を担うための意識改革に力を注いだ」と称賛した。
戦前の託児所設立などの女性たちへの支援については、北海道史に詳しい女性史研究家の星玲子が「働く女性の支援は矯風会本部の方針ではあったけれど、それを旭川で実現させたのは、やはり文子の情熱と実行力、それに先見性のたまもの」と述べている。
廃娼運動については、同運動に関する大規模の団体が創設されていた本州地方に比較すれば、北海道の運動はさほど大きかったわけではないが、そうした中でもピアソン夫人と佐野は北海道でも際立った廃娼運動家として評価されている。前述のように多くの協力者がいたが、佐野はそうした協力者たちの中で常に矢面に立って行動し、敵を前にしても怯まなかったことで、後々まで女傑として語り継がれている。前述の北海道上川支庁の母子相談員・今村美代子は、少女時代に佐野が娼妓を救って自宅に連れて来たことを、「女性が娼妓だとわかったのは、もう少し大きくなってからでしたが、幼い目にも、佐野さんはき然と戦う勇士に映りました」と語っている。作家の三浦綾子は「佐野文子女史は、公娼解放に命をかけたキリスト信者で、旭川市の史上に忘れ得ぬ人物である」とし、自身の小説『続 泥流地帯』にも登場させている。また三浦は自著『われ弱ければ 矢嶋楫子伝』においても「売春婦解放のために命を賭して戦っていた」と評した。矯風会の元理事長である川野安子は、佐野の廃娼運動を振り返って、「女性の人権が顧みられない時代に、女性を縛り付ける悪習に義憤を感じて立ち上がった、決死の覚悟でなければ社会を動かせなかった」と語った。旭川愛児園の園員にも、この廃娼運動家としての佐野の生き方に傾倒して仕事に励んだ者がいた。

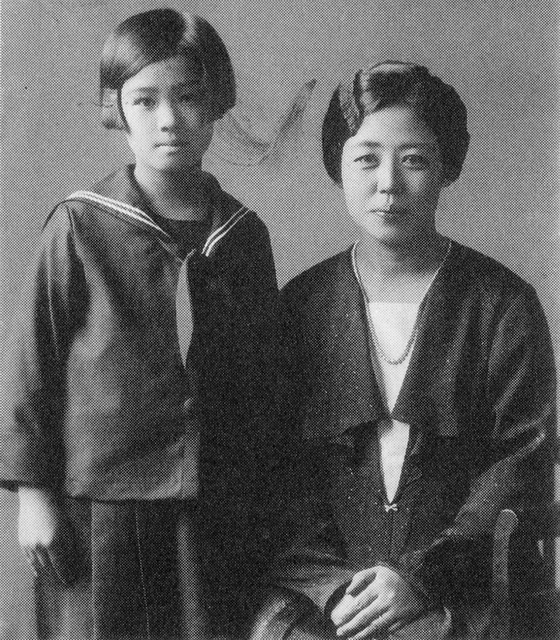
佐野文子と養女。1936年（昭和11年）春の養女の女学校入学記念。

戦中の旭川国防婦人会での活動については、『北海タイムス』の1939年（昭和14年）1月31日号では「就任満五ヵ年間に於て、会員一万三千名をようし、本道第一の国防婦人会となったのはみなこれ佐野女史の寝食を忘れた奮闘と努力の結果である」とし、北海道内で抜きん出ている旭川国防婦人会が、佐野の影響を大きく受けていることを報じている。
戦中から戦後にかけての苦学生への援助により、後に大成した人物は前述の前田義徳を含めて4人いる。この4人という数字は一見すると少ないようだが、ほとんど収入のない未亡人の身で多数の社会事業に働いた末の結果と考えれば、評価すべき数字との声もある。
身内の評価ではあるが、養女は「演説やあいさつは原稿なしでも、それは見事でした。善意も並はずれていて、困っている学生には、自分の懐を考えず学資を出していました」と語っている。ただし前述のように家を空けることが多かったため、養女自身は常に自分の子供のそばにいる母親であることを望み、母とは違う人生を選ぶに至っており、周囲からの評価とは裏腹に、娘にとっては必ずしも良い母ではなかったようである。
戦後の数々の奉仕活動で多くの職務を歴任したことは、当時は女性の社会進出が叫ばれていた中で、佐野の資質が特に抜きんでていたためと見られている。ただし、単に代りうる女性の人材がほかになかったことも一因とも考えられている。一方、何事も恐れず行動的に生きていた佐野の人生経験は、高所からの説教調になりがちであり、戦前ならばある程度は受け入れられていたものの、戦後にはもはや通用せず、そのために母子相談員の職務が成功しなかったと見られている。